# Александро-Мариинский монастырь
Алекса́ндро-Мари́инский монасты́рь — упразднённый женский монастырь, расположен в 0,5 км к юго-западу от посёлка Мещёрский Бор Шатурского района Московской области.

## История

### Основание общины

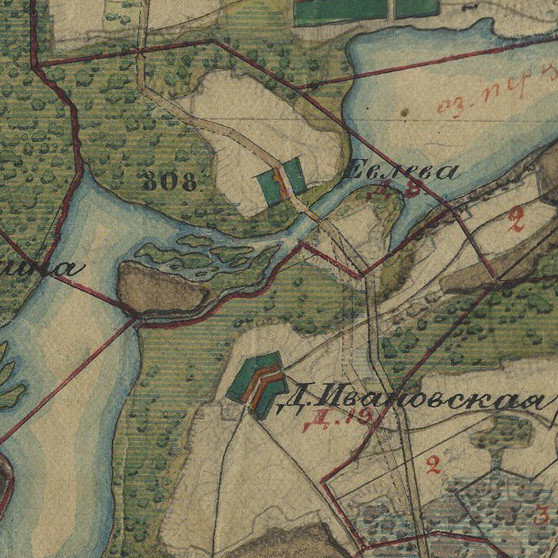
Остров Ивлиев Корь на карте 1850 года

Местность, в которой был основан монастырь, исстари называлась Микулин остров. Это наименование впервые встречается в писцовых книгах Владимирского уезда 1637—1648 гг. В то время здесь располагались пахотные земли крестьян деревни Иевлевской. Позднее остров стал именоваться Ивлиев Корь.
До отмены крепостного права остров принадлежал помещице Щербининой. После 1861 года половина острова (12 десятин) перешла по наделу крестьянам деревни Евлево. Вторая половина была продана крестьянину села Спас-Клепики Антипу Евфимиевичу Баркасову.
В 1887 году А. Е. Баркасов продаёт свою часть острова вдове унтер-офицера Марии Яковлевне Поповой. На приобретённом участке по благословению старца иеромонаха Варнавы М. Я. Попова начинает строительство зданий для будущей общины.
В феврале 1889 года М. Я. Попова обращается к архиепископу Рязанскому и Зарайскому Феоктисту с прошением об открытии женской общины во имя Тихвинской Божией Матери. Однако ей было отказано по причине недостаточности земли для создания и ведения хозяйственной деятельности общины. В этом же году Мария Яковлевна приобретает ещё 238 десятин земли в Стружанском Бору Рязанского уезда недалеко от села Стружаны, в 20 километрах от монастыря. На этих землях был устроен хутор для сестёр для занятия полеводством, огородничеством, сенными покосами и скотоводством.
В ноябре 1889 года М. Я. Попова вновь обращается к архиепископу Феоктисту. И в январе 1890 года благочинный 3-го Егорьевского округа Рязанской губернии протоиерей Василий Андреевич Никитин осмотрел место и строения будущей общины. Однако в своём рапорте он указывает на необходимость устройства храма.
К 1890 году в деревянном корпусе, стоящем в центре общины, устроен храм. Новый храм был освящён 1 октября 1890 года архимандритом Рязанского Троицкого монастыря Владимиром в честь Тихвинской иконы Божией Матери.
В 1892 году М. Я. Попова обращается с ходатайством в Рязанскую Епархию и вскоре принимается решение об учреждении общины.
Община учреждена 9 сентября 1892 года, а 21 ноября 1892 года архимандрит Нестор, настоятель Николае-Радовицкого монастыря официально открыл Александро-Мариинскую женскую общину.
22 декабря 1892 года М. Я. Попова скончалась, новой начальницей общины в январе 1893 года стала монахиня Рафаила.

### Учреждение монастыря

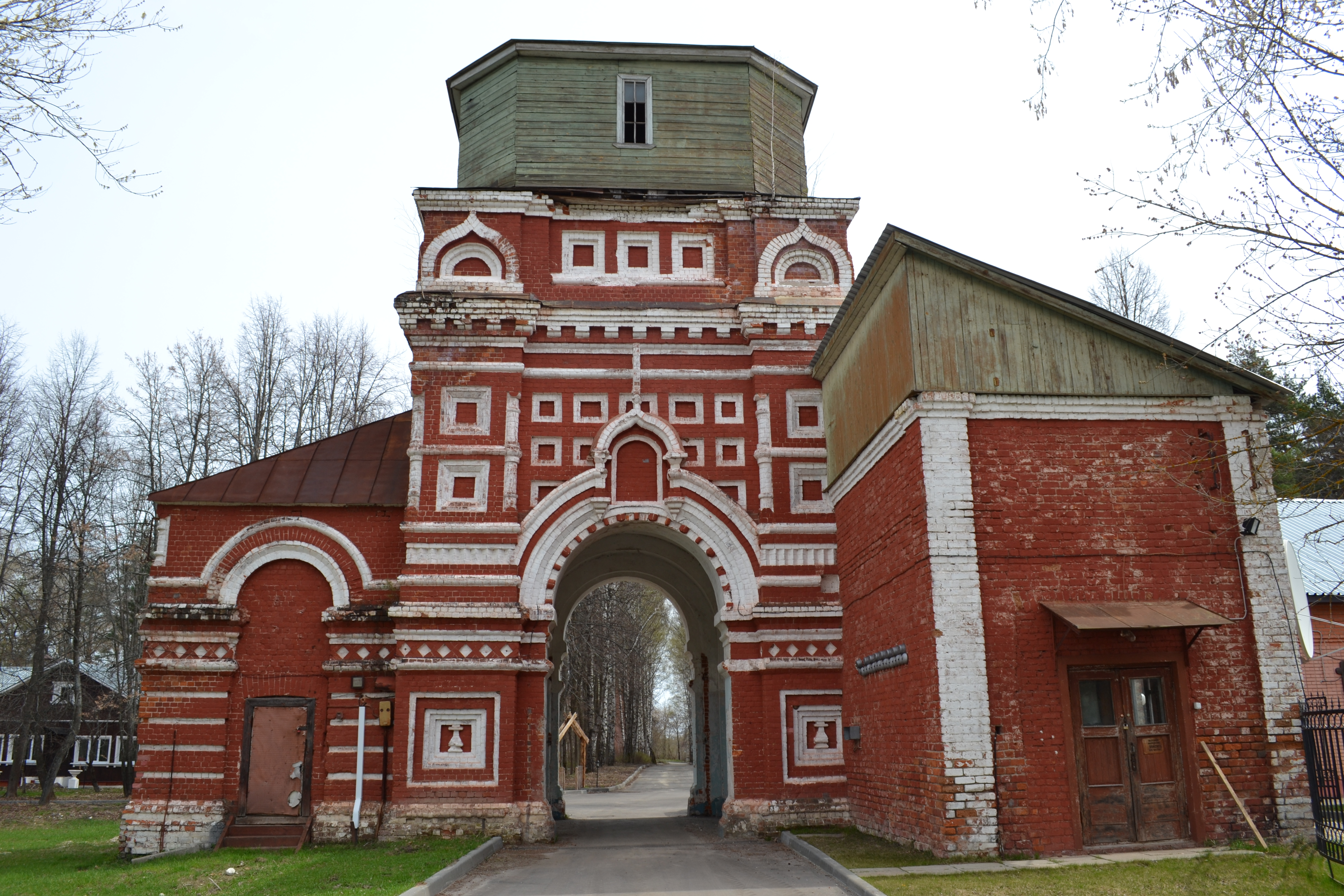
Ворота монастыря

В 1895 году начинается строительство нового каменного храма.
В 1899 году Указом Святейшего Синода по представлению преосвященного Мелетия, епископа Рязанского, Александро-Мариинская женская община была обращена в общежительный женский монастырь с возведением настоятельницы в сан игуменьи.
24 июня 1903 года освящён новый пятиглавый храм во имя Тихвинской иконы Божией матери. В храме было три престола: средний престол в честь Воздвижения Креста Господня, правый в честь иконы Знамения Божией Матери, левый в честь Петра митрополита Московского и преподобной Марии.
До октября 1903 года монастырем управляла игуменья Рафаила, а 22 марта 1904 года приехла новая начальница манахиня Валентина. В 1905 году она также была возведена в сан игуменьи. При игуменье Валентине в 1904 году монастырь приобретает в селе Спас-Клепики землю под монастырское подворье.
В 1911 году была построена каменная четырёхъярусная колокольня.
В 1918 году монастырь был закрыт.

### После закрытия

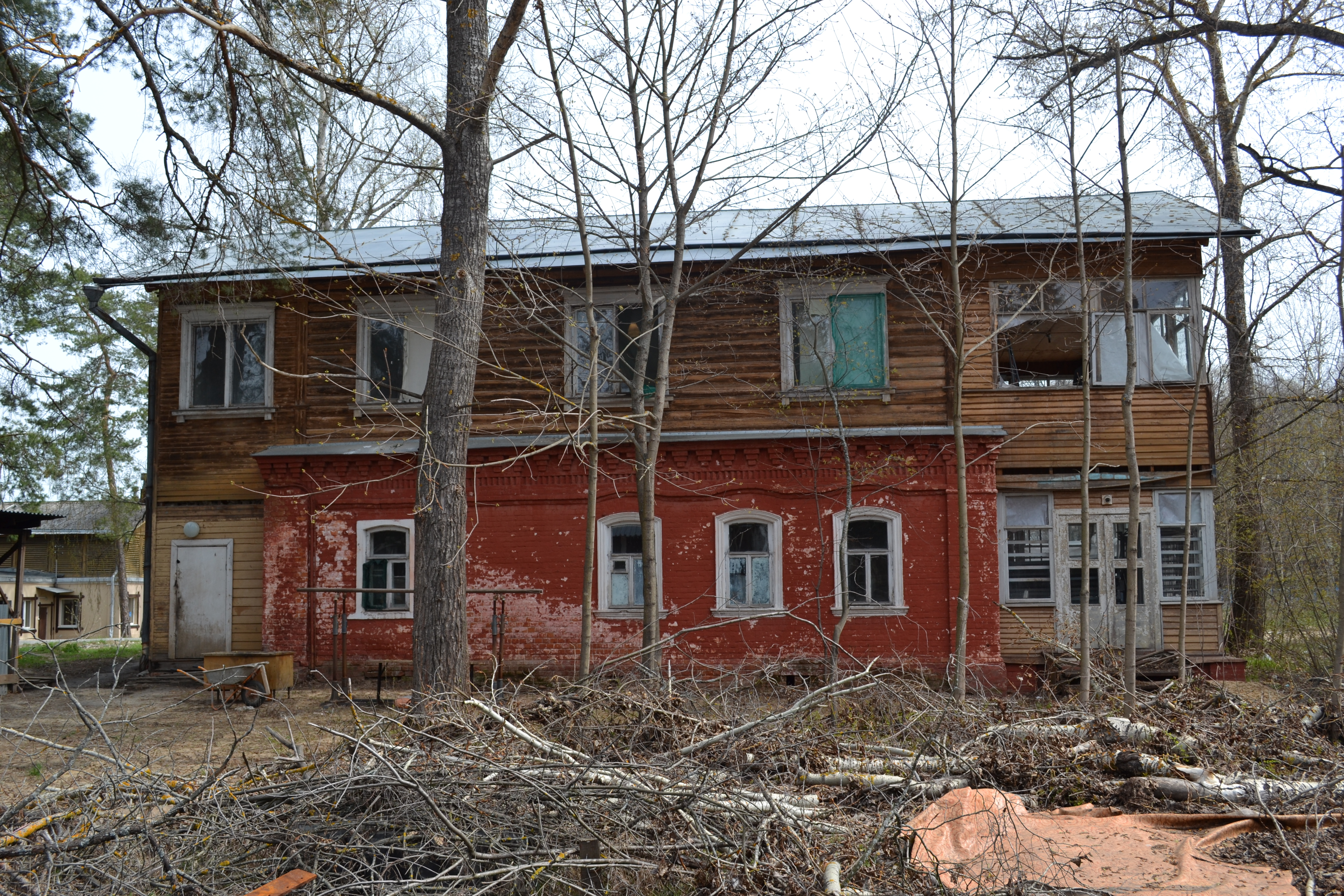
Дом игуменьи

В 1931 году в зданиях монастыря разместился Дом отдыха издательства «Известия», позднее в 1934 году здесь же открылся пионерский лагерь «Синева».
В августе 1997 года был образован православный приход Тихвинского храма села Евлево Шатурского района. С этого времени в храме изредка проводятся богослужения.
В настоящее время от всех строений монастыря остались Тихвинский храм, ворота монастыря и дом игуменьи. Все строения находятся в ведении издательства «Известия».

## Настоятельницы
- М. Я. Попова (с 1887 г. по 1892 г.)
- Игуменья Рафаила (с 1893 г. по октябрь 1903 г.)
- Игуменья Валентина (с марта 1904 г.)
- Игуменья Анатолия[9][10][11]